# Margien Rogaar
 (octobre 2018).
Si vous disposez d'ouvrages ou d'articles de référence ou si vous connaissez des sites web de qualité traitant du thème abordé ici, merci de compléter l'article en donnant les références utiles à sa vérifiabilité et en les liant à la section « Notes et références ».
Margien Rogaar, née en 1977 aux Pays-Bas, est une réalisatrice néerlandaise.

## Filmographie
- 2004 : Matzes
- 2007 : Breath[2]
- 2008 : About Fish and Revolution[3]
- 2011 : Bon Voyage[4]
- 2014 : Scrap Wood War[5]
- 2016 : Mister Coconut[6]